# Landschapspark Zwinstreek

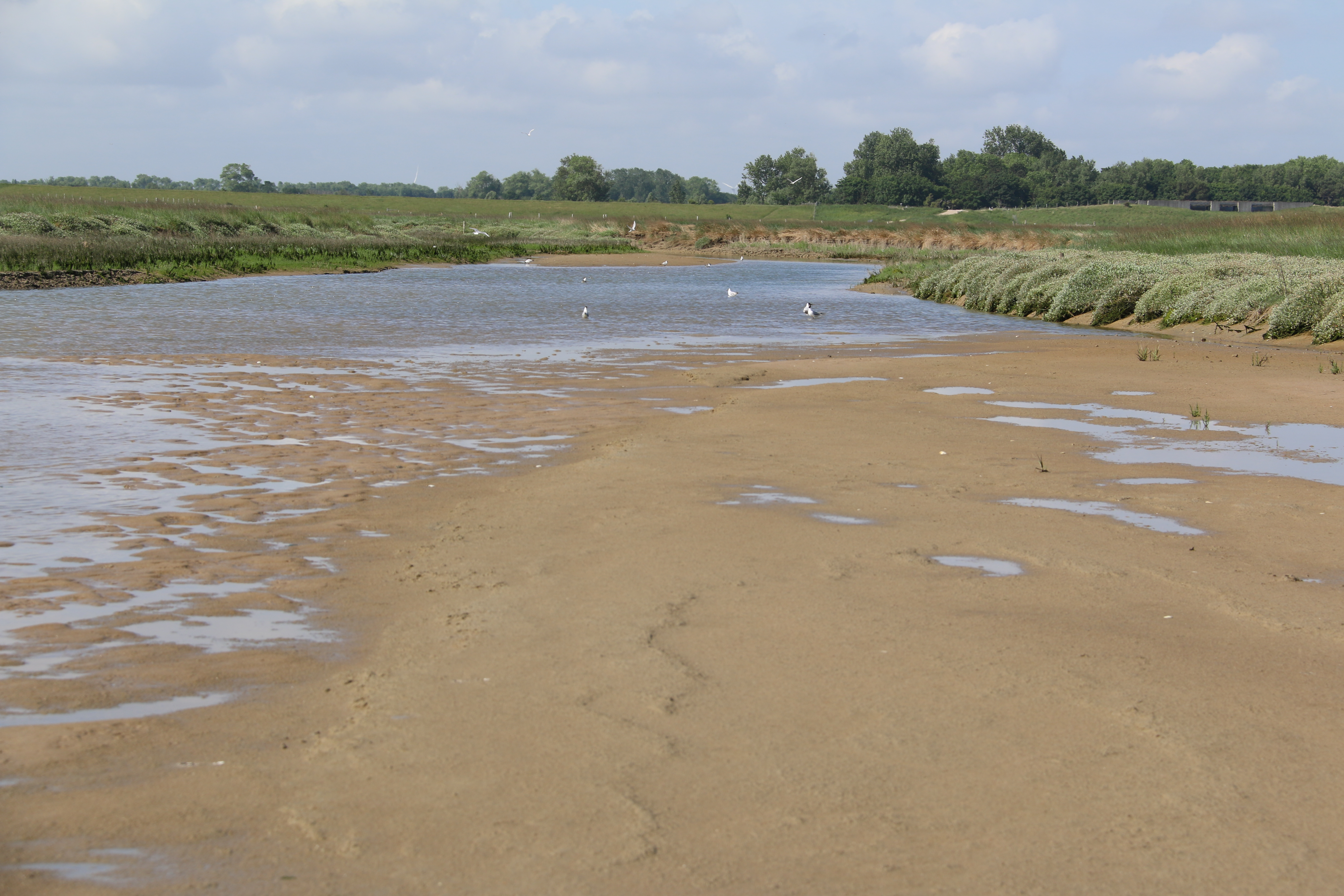
Het Zwin, centraal gelegen slikken- en schorrengebied in het ruimere Landschapspark Zwinstreek

Het Landschapspark Zwinstreek is een grensoverschrijdend landschapspark in de Zwinstreek. Het omvat talrijke landschappelijke structuren en natuur- en groengebieden in Vlaanderen en Nederland, waaronder bijvoorbeeld ook de Zwinduinen en -polders, het Zwin Natuur Park, de Wallen van Retranchement en de Wallen van Sluis.
De Zwinstreek werd in oktober 2023 als grensoverschrijdend gebied erkend door de Vlaamse Regering als een van de vijf Vlaamse landschapsparken. Zoals ieder Vlaams Landschapspark is het Landschapspark Zwinstreek een landschappelijk waardevol gebied met minstens 70% open ruimte en minstens 15% natuur. De partners van het Landschapspark zijn de steden en gemeenten Brugge, Damme, Knokke-Heist, Maldegem, Sint-Laureins, Sluis en de provincies Oost-Vlaanderen, West-Vlaanderen en Zeeland.